# Гьозтепе СК
Гьозтепе (на турски: Göztepe A.Ş.) e турски футболен клуб от Измир.

## История
Отборът се създава на 14 юни 1925 година. Печели Турския шампионат, предшественник на Турската Суперлига, през 1950 г. Бронзов медалист в Суперлигата през 1971 г. Двукратен носител на Купата на Турция: 1969 и 1970. Носител на Суперкупа на Турция: 1970.
Най-голямото му постижение в евротурнирите е полуфиналът в Купата на панаирните градове през сезон 1968/69, в който отстъпва на унгарския „Уйпещ“ (1:4 и 0:4). Домакинските си мачове играе на стадион „Алтай Асланчак“ с капацитет 15 358 зрители.

## Успехи

### Местни
- Турска Суперлига:
  -  Бронзов медалист (1): 1970/71
- Купа на Турция:
  -  Носител (2): 1968/69, 1969/70
  -  Финалист (1): 1966/67
- Суперкупа на Турция:
  -  Носител (1): 1970
  -  Финалист (1): 1969
- Турски футболен шампионат: (1924 – 1951) (1 ниво)
  -  Шампион (1): 1950[1]
  -  Сребърен медалист (1): 1942
- Първа лига: (2 ниво)
  -  Шампион (4): 1977/78, 1980/81, 1998/99, 2000/01
- Втора лига: (3 ниво)
  -  Шампион (2): 2010/11, 2014/15
- Трета лига: (3 ниво)
  -  Шампион (1): 2008/09
- Купа на премиер-министъра на Турция:
  -  Финалист (1): 1950
- Купа на Турската федерация по футбол:
  -  Носител (1): 1962/63
- Футболна лига на Измир:
  -  Шампион (6): 1938/39 (като „Доганспор“), 1941/42, 1942/43, 1943/44, 1949/50, 1952/53

### Международни
- Купа на панаирните градове
  - Полуфиналист (1): 1968/69
- Купа на носителите на купи (КНК):
  - 1/4 финалист (1): 1969/70

## Участия в европейските клубни турнири
| Сезон   | Турнир                     | Кръг      | Отбор              | Резултат                |
| ------- | -------------------------- | --------- | ------------------ | ----------------------- |
| 1964/65 | Купа на панаирните градове | 1 кръг    | Петролул           | 0:1, 1:2                |
| 1964/65 | Купа на панаирните градове | 2 кръг    | Мюнхен 1860        | 2:1, 1:9                |
| 1966/67 | Купа на панаирните градове | 1 кръг    | Болоня             | 1:2, 1:3                |
| 1967/68 | Купа на панаирните градове | 1 кръг    | Антверпен          | 2:1, 0:0                |
| 1967/68 | Купа на панаирните градове | 2 кръг    | Атлетико (Мадрид)  | 0:2, 3:0                |
| 1967/68 | Купа на панаирните градове | 1/8-финал | Войводина          | 0:1, 0:1                |
| 1968/69 | Купа на панаирните градове | 1 кръг    | Марсилия           | 2:0, 0:2 (пр. и жребий) |
| 1968/69 | Купа на панаирните градове | 2 кръг    | Арджеш             | 3:0, 2:3                |
| 1968/69 | Купа на панаирните градове | 1/8-финал | ОФК (Белград)      | 1:3, 2:0                |
| 1968/69 | Купа на панаирните градове | 1/4-финал | Хамбургер          | отказване на Хамбургер  |
| 1968/69 | Купа на панаирните градове | 1/2-финал | Уйпещ              | 1:4, 0:4                |
| 1969/70 | КНК                        | 1 кръг    | Унион (Люксембург) | 3:0, 3:2                |
| 1969/70 | КНК                        | 1/8-финал | Кардиф             | 3:0, 0:1                |
| 1969/70 | КНК                        | 1/4-финал | Рома               | 0:2, 0:0                |
| 1970/71 | КНК                        | 1 кръг    | Унион (Люксембург) | 5:0, 0:1                |
| 1970/71 | КНК                        | 1/8-финал | Гурник             | 0:1, 0:3                |